# 420 (zeilboot)
De 420 is een open zeilboot van 4,20 meter lang, en valt in de categorie zwaardboten. Het is een van de populairste jeugdboten vanwege zijn uitstekende zeileigenschappen. De 420 heeft een grootzeil, een fok, en een spinnaker en trapeze voor de bemanning.
Het is de kleine broer van de  470 en  490.

## Kenmerken

### Zeilen
- grootzeil 7,45 m²
- fok 2,8 m²
- spinnaker 9,0 m²

### Romp
- 80 kg (kale romp)
- lengte : 4,20 m
- breedte: 1,63 m
- diepte met zwaard: 0,97 m
- diepte zonder zwaard: 0,17 m

### Merken
Er zijn verschillende bedrijven die 420 bouwen:
- Far East Boats
- Lanaverre
- Nautivela
- Rondar
- Ziegelmayer
- Lenam
- Roga
- Blueblue (Sport-Sails Center)

Elke geregistreerde 420 beschikt over een zeilnummer, hoe nieuwer de boot, hoe hoger het nummer. Ze zitten nu rond de 60 000.

## Klasse organisatie
Met ingang van 2017 is de Nederlandse 420 klasse organisatie opgegaan in de Nederlandse 29er & 49er klassenorganisatie. Effectief is dat het einde van deze klasse in Nederland.